# Георг VI
Георг VI (англ. Albert Frederick Arthur George, за англійською традицією Джордж VI; 14 грудня 1895, Йорк Котедж, Сандрингемський палац, Норфолк, Англія, Сполучене королівство — 6 лютого 1952, Сандрингемський палац, Сандрінгам, Норфолк, Англія, Велика Британія) — король Сполученого Королівства Великої Британії та Північної Ірландії і Домініонів з 11 грудня 1936 року, імператор Індії з 11 грудня 1936 по 15 серпня 1947 року (формально титул зберігався до 22 червня 1948 року, остаточно титул імператора виключено з переліку 26 січня 1950 року), король Ірландії в 1936-1949 роках (де-факто лише до грудня 1937).
Посів престол після зречення свого брата Едуарда VIII.
Завоював популярність і повагу тим, що в той час, як німецькі повітряні сили бомбардували Лондон, не залишив місто, хоча Букінгемський палац дев'ять разів бомбардували.
Правління Георга або Джорджа ознаменоване розпадом Британської імперії та перетворенням її в Співдружність націй. Він був останнім імператором Індії (з 12 грудня 1936 до 15 серпня 1947) та останнім королем Ірландії (до 18 квітня 1949, де-факто лише до 29 грудня 1937). Став першим хто носив титул глави Співдружності націй (англ. Head of the Commonwealth) з 29 квітня 1949 року.

## Народження
У дитинстві майбутнього Георга VI знали як принца Альберта (в сім'ї — Берті). Народився в Йорк Котеджі, Сандрінгем Гауз, Норфолку. Його батько — герцог Йоркський, з 1910 року, король Георг V. Мати — княгиня Марія Тек, донька князя Тек, Френсіс. Старший брат — принц Едвард, родичі називають його «Давид».
Берті народився 14 грудня 1895 року (в 34 річницю смерті свого прадіда, Альберта, принца Саксен-Кобург-Гота). Принц Йоркський відправив листа королеві Вікторії зі звісткою про народження правнука. У листі також йшлося, що королева трохи стривожена, оскільки того ж дня помер її чоловік. Два дні по тому він написав ще раз: «Я думаю, що Вам би сподобалось, якщо б я запропонував назвати дитину Альберт». За цей же час королева Вікторія написала листа герцогині Йоркській: «З нетерпінням чекаю моменту, коли побачу цю дитину». Альберта похрестили, коли йому було три місяці, в церкві св. Марії Магдалини біля Сандрінгем Хауз.
Берті був другим в черзі на сходження на престол, після свого старшого брата Едуарда VIII.

## Дитинство
У 1898 році королева Вікторія видала відкриту грамоту, якою дітям принца Уельського було надано титул «Королівська Високість», і у дворічному віці, Альберт став «Його Королівська Високість принц Альберт Йоркський».
Він часто потерпав через слабке здоров'я, і його описували як «того, що легко лякається і легко плаче». Його батьки, герцог і герцогиня Йоркські, були відсторонені від виховання своїх дітей, що було нормою в аристократичних сім'ях у той час. Попри те, що був шульгою, змушений був писати правою рукою, і багато років затинався. У нього були хронічні проблеми шлунку, а також деформація колін, через яку він мусив носити виправні наколінники.
Королева Вікторія померла 22 січня 1901 року, і принц Уельський став королем Едуардом VII. Герцог Йоркський став новим принцом Уельським. Після того, як Едуард VIII зрікся трону, Берті став королем Георгом VI.

## Правління

Монета Британської Західної Африки (1/10 пенні 1939 р.) часів правління Георга VI

Після зречення брата Едуарда VIII 11 грудня 1936 року герцог Йоркський став королем Георгом VI. Коронація відбулась 12 травня 1937 року, в день, раніше визначений для коронації старшого брата. На відміну від батька, Георг VI не був зведений на престол в Делі як імператор Індії. Через добу після вступу Георга VI на престол парламент Вільної держави Ірландія прийняв закон, фактично усунувши владу британського короля на території Ірландії. У травні і червні 1939 року король і королева подорожували  Канадою і відвідали США.

## Друга світова війна
У роки Другої світової війни королівське подружжя постійно відвідувало війська, військові підприємства, порти і шпиталі по всій країні. У грудні 1939 року король прибув до місця розташування британської армії у Франції, а в червні 1943 року з борту літака спостерігав за військами союзників у Північній Африці. Він побував також в Алжирі, Триполі та на Мальті. У 1944 році Георг побачив береги Нормандії через десять днів після висадки там військ союзників, в липні перебував у південній частині Італії, а в жовтні — в Бельгії та Нідерландах.

## Останні роки і смерть
1 лютого 1947 Георг VI, королева і принцеси відпливли з Англії морем з державним візитом у Південну Африку. Останні роки царювання Георга при лейбористському уряді Клемента Еттлі ознаменувалися пришвидшеним розпадом Британської імперії і перетворенням її у Співдружність націй. У 1948 році повну незалежність отримала Індія, у 1949 році — Ірландія. 1951 року до влади повернувся Вінстон Черчилль, який завжди мав підтримку і приязнь короля.
У 1948 році королівське подружжя планувало подорож до Нової Зеландії та Австралії, яку відклали через стан здоров'я короля. У нього виявили рак легенів (стрес часів війни згубно позначився на здоров'ї монарха, який, крім того, дуже багато курив). 29 січня 1952 Георг, попри поради лікарів, приїхав в аеропорт провести свою дочку Єлизавету на відпочинок до Кенії і сказав її колишній няньці: «Заради мене, доглядайте за Лілібет!». Через тиждень, 6 лютого 1952 року, Георг VI помер уві сні від коронарного тромбозу у маєтку Сандрінгем. Єлизавета II повернулася з Кенії вже королевою.

## Ушанування пам'яті

### У кінематографі
- «Король говорить!» — фільм 2010 року про майбутнього монарха Георга VI, якого виліковує від заїкання логопед Лайонел Лог.
- «Гайд Парк на Гудзоні» — в основі сюжету фільму 2012 року візит Короля Георга VI в США напередодні ІІ світової війни.
- Життя Георга VI як члена королівської родини було висвітлено в біографічному історичному телесеріалі «Корона» від «Netflix». Роль короля Сполученого Королівства Великої Британії виконав британський актор Джаред Гарріс.

## Військові звання і титули
- Головнокомандувач британськими Збройними Силами (11 грудня 1936 — 6 лютого 1952);
- Головнокомандувач Сухопутними силами, ВПС і ВМС Канади (11 грудня 1936 — 6 лютого 1952);
- Британський Фельдмаршал (11 грудня 1936)
- Адмірал флоту (11 грудня 1936)
- Маршал Королівських ВПС (11 грудня 1936)
- Маршал Королівських Австралійських ВПС (1939, почесне звання).
- Герцог Нормандський (острови Гернсі і Джерсі) (11 грудня 1936 — 6 лютого 1952).
- Володар острова Мен (11 грудня 1936 — 6 лютого 1952).

## Герб
| Як герцог Йоркський | Королівський герб | Королівський герб для Шотландії | Як король Канади |